# Passiflora subulata
Passiflora subulata Mast. – gatunek rośliny z rodziny męczennicowatych (Passifloraceae Juss. ex Kunth in Humb.). Występuje endemicznie w Peru. 

## Morfologia
PokrójZdrewniałe, trwałe, nagie liany.
LiściePotrójnie klapowane, sercowate, skórzaste. Mają 4,7 cm długości oraz 5,8 cm szerokości. Całobrzegie, z ostrym wierzchołkiem. Ogonek liściowy jest owłosiony. Przylistki są podłużnie lancetowate o długości 20–35 mm.
KwiatyPojedyncze lub zebrane w pary. Działki kielicha są podłużnie lancetowate. Płatki są lancetowate. Przykoronek ułożony jest w trzech rzędach, biało-purpurowy, ma 2–20 mm długości.